# Peggy’s Whim
Peggy’s Whim (dt.: „Peggys Laune“) ist eine Siedlung im Nordosten des Inselstaates Grenada in der Karibik. 

## Geographie
Der Ort liegt im Parish Saint Patrick am Nordhang des Mount Saint Catherine. Im Umkreis liegen die Siedlungen Barique, Arthur Seat, Hermitage und Saint John.